# Skitchin'
Skitchin' är ett Sega Mega Drive-spel, skapat av Electronic Arts och utgivet 1993.

## Handling
Spelet påminner något om Road Rash, men i stället för motorcyklar handlar det här om inlineåkning, vilket upplevde ett uppsving vid 1990-talets början-mitt.. Man kan åka snålskjuts med bilar, cyklar och lastbilar genom att hålla sig i fordonen. Vapen går att ta från beväpnade fiender, samt kan plockas upp från marken. Genom att vinna lopp, utföra tricks samt besegra fiender och tjuvåka med fordon erhåller man pengar, för vilka man kan köpa upp sig till bättre utrustning, till exempel starkare armbågsskydd. Man kan tvingas dra sig ur lopp då man slitit ut utrustningen, skadat sig eller gripits av polisen.
När man startar spelet varnas spelaren för att utföra liknande saker i verkligheten. I Nordamerika försågs spelet med 13-årsgräns.

### Fotnoter
1. ↑  ”Skitchin'” (på engelska). Mobygames. 14 mars 1993. http://www.mobygames.com/game/genesis/skitchin. Läst 7 juni 2014.